# David Roxbee Cox
Sir David Roxbee Cox, angleški statistik, * 15. julij 1924, Birmingham, † 19. januar 2022
Med letoma 1980 in 1982 je bil predsednik Kraljeve statistične družbe. Po njem se imenuje Coxov proces.